# Girafa reticulada
La girafa reticulada  (Giraffa reticulata) és una espècie de girafa nadiua de Somàlia, el nord de Kenya i el sud d'Etiòpia. Les girafes reticulades poden creuar-se amb altres espècies de girafa en captivitat o si entren en contacte amb poblacions d'altres espècies en la natura.
El seu pelatge està format per grans taques poligonals de color fetge descrits per una xarxa de línies blanques brillants. En blocs de vegades pot aparèixer de color vermell fosc i també pot cobrir les cames. L'extraordinària alçada de les girafes s'atribueix a un ritual conegut com a «estrangulament» en què dos mascles lluiten pels drets de reproducció en estavellar els colls entre si. Les girafes amb els colls alts i forts són victorioses i es reprodueixen, per tant passen aquests gens a les generacions següents.

## Hàbitat
Les girafes es troben a Àfrica, en els vedats de caça i parcs naturals. Gairebé no es troben a la natura a causa de la caça furtiva i el sobredesenvolupament dels éssers humans. Les girafes se solen trobar a tot arreu d'Àfrica, excepte al nord. La vegetació és molt escassa i la terra està massa poblada per donar cabuda a aquesta espècie. Les girafes prefereixen els sabanes obertes, però a vegades s'aventuren en àrees boscoses. Fàcilment es poden camuflar amagant-se entre els arbres.

## Dieta
Les girafes reticulades són herbívores, ja que s'alimenten principalment de plantes, tot i que han estat vistes menjant el cadàver d'un antílop. El menjar preferit d'una girafa són els arbustos i els arbres d'acàcia que freqüenten el paisatge africà. Mentre que aquestes fulles són les preferides, una girafa mastega molts altres tipus de vegetació. Les preferències alimentàries de les girafes canvien segons les estacions: a l'estació seca, semblen estar satisfetes amb el pi. Les girafes s'alimenten de manera constant, que vol dir que mengen contínuament durant tot el dia. Un mascle és capaç de menjar 34 quilos d'aliments en un sol dia. Les girafes usen el sentit de l'olfacte per a localitzar les fulles que volen. Ingereixen tot el que hi ha a la branca a l'hora de menjar, inclosos els insectes, l'escorça i les espines. La girafa utilitza la llengua massiva (fins a 45 centímetres de llarg) per a rascar la fulla. Tenen els llavis molt durs per a protegir-se contra la ratlladura.
Mentre que l'acàcia és la preferida de la girafa, també són conegudes per menjar baies i altres fruites. Les girafes poden entrar en estat d'embriaguesa després de menjar baies, ja que algunes fermenten a l'estómac. Les girafes reticulades són remugants, igual que les vaques i altres ungulats. Com s'explica en Stattler, Girafes, els sentinelles de la Sabana, l'estómac de la girafa té quatre parts: el menjar passa a través de la primera i l'aigua va directament a la segona. El primer estómac digereix parcialment les branquetes, fulles i qualsevol altra cosa que la girafa hagi ingerit. Durant el dia, quan l'animal no s'alimenta, les parts d'aquesta barreja fermentada es porten de tornada des de l'estómac en terrossos durs. Les girafes masteguen aquestes protuberàncies, anomenades bols, durant tot el dia, ajudant a trencar encara més el menjar. Una vegada que es realitza la masticació a la mandíbula del remugant, s'envia al tercer estómac, i finalment el quart estómac serveix per pair completament.
Les girafes són molt bones per a la conservació de l'aigua en el clima africà calent. Són capaces de conservar i mantenir la temperatura del cos, en part a causa de la forma, les cames llargues i primes permeten alliberar ràpidament la calor. Les fulles que mengen són en realitat una bona font d'aigua, i poden passar dies sense prendre un sol glop. Les girafes tenen dificultats per baixar els caps enormes cap a terra per beure, i això també les fa vulnerables als depredadors. Són capaces de doblegar les potes davanteres i estirant el coll cap abaix.

## Coll
La raó comunament acceptada per la qual les girafes tenen colls tan llargs fou proposada per Charles Darwin el 1871. Darwin donà la idea de molts habitants de l'Àfrica, que pensaven que la girafa havia desenvolupat el coll tant per arribar a les copes dels arbres, on resideixen les millors fulles. Això representa un possible avantatge per a la girafa, que s'alimenta de fulles principalment.
No obstant això, aquesta teoria ha estat qüestionada per Simmons. En la seva investigació, Simmons troba que les girafes s'alimenten principalment al nivell de l'espatlla, sense arribar a les copes dels arbres en absolut. Només arriben al cim de l'arbre durant l'estació plujosa. Va trobar que, de totes les girafes estudiades, només les de Sud-àfrica s'alimentaven de fulles que estaven fora de l'abast d'altres animals. Això presenta un problema a la teoria dels colls llargs com un avantatge en l'alimentació.
Una teoria alternativa té a veure amb els rituals d'aparellament i la selecció sexual. Les girafes solen trobar parella amb una tècnica coneguda com a "estrangulament". Els mascles es posen un al costat de l'altre i els seus colls pivoten violentament entre si. La girafa que usi el coll i el cap més eficaçment i es mantingui dempeus, serà guanyadora i la femella li deixarà copular-hi. La hipòtesi de Robert Simmons és que les girafes amb el coll més llarg i fort serien les més probables per guanyar el combat d'"estrangulament".

## Reproducció
Un cop embarassada, la girafa té un període de gestació d'uns 15 mesos i en general només té una cria cada vegada, però pot tenir fins a vuit al llarg de la seva vida. Les femelles tornen al mateix lloc cada any per donar a llum a les cries. Les girafes poden tenir fills en tot moment durant l'any, però la majoria dels naixements es produeixen durant l'estació seca. En néixer, les girafes cauen des de dos metres d'alçada a terra, ja que la mare pareix de peus. Les cries de girafa poden arribar a pesar fins a 100 quilos en néixer, i mesurar 2 metres d'alçada. Un nadó girafa pot posar-se dret menys de mitja hora després de néixer, i són capaços d'alimentar-se de la llet materna. Se segueix alimentant de la llet fins que estigui a prop d'un any d'edat. Poden créixer 23 centímetres durant el primer mes, i continuaran creixent a un ritme enorme durant el primer any. Després d'això, el creixement es redueix a menys de 2,5 centimetres per any. Les girafes són un animal molt orientat al grup; fins i tot confien la cura de les seves cries a la multitud. Les femelles comencen a reproduir-se en uns 4 anys, i els mascles als 10.

## Depredadors i amenaces
Causa de la seva mida enorme i la seva capacitat per detectar el perill, la girafa té pocs depredadors. Llevat que sigui un nadó dormint, o bevent, no són blanc d'agressions com a aliment. Les girafes han estat caçades per lleons i cocodrils. Els éssers humans són una amenaça molt real per a la girafa, tot i que s'estan fent esforços per ajudar a conservar-les. Les girafes són assassinades pels caçadors furtius pel seu cabell i la seva pell. Tenen un pelatge molt gruixut i resistent que és molt buscat per fer polseres i corda. Alguns llogarets del Sudan serveixen carn de girafa. En l'actualitat, hi ha prop de 100.000 girafes itinerants a Àfrica, encara que algunes subespècies gairebé han desaparegut per complet, amb menys de 100 individus. Les girafes han de fer front a la mosca tsetsé, que se'ls posen damunt i els xuclen la sang. La mosca tsetsé és també portadora de la malaltia de la son, una malaltia perillosa per als éssers humans. Les girafes poden utilitzar les seves poderoses cues per espantar les mosques i obtenir una mica d'alleujament de la plaga. Les girafes tenen una relació simbiòtica amb alguns tipus d'aus, especialment amb el búfag. Aquestes petites aus es posen sobre les esquenes de la girafa, i alertan dels possibles depredadors. Els búfags també mengen àcars i la pols de la girafa, mantenint-la neta. No obstant això, el búfag pot irritar les ferides produïdes per baralles entre mascles. Les epidèmies han afectat també la girafa. La pitjor de totes, segons la científica Ana Dagg, fou la pesta bovina, que va matar centenars de girafes en la dècada de 1880. L'epidèmia segueix ressorgint en petites ràfegues. Una a la dècada de 1960 va acabar-ne amb la meitat de la població de girafes de Kenya.